# در غرب (فیلم ۱۹۱۸)
در غرب (انگلیسی: Out West) یک فیلم کوتاه وسترن کمدی به کارگردانی راسکو آرباکل است که در سال ۱۹۱۸ منتشر شد. «هیئت نظارت و سانسور شیکاگو» سازندگان را ملزم کرد تا پیش از اکران فیلم، صحنه‌هایی از آن را حذف کنند.

## گزیدهٔ بازیگران
- راسکو آرباکل
- باستر کیتون
- اَل سنت جان
- آلیس لیک
- جو کیتون